# Borsodbóta
Borsodbóta is een plaats (község) en gemeente in het Hongaarse comitaat Borsod-Abaúj-Zemplén. Borsodbóta telt 951 inwoners (2001).